# Galt (Missouri)
Pour les articles homonymes, voir Galt.
Galt est une ville du comté de Grundy, dans le Missouri, aux États-Unis,. Située à l'est du comté, elle est incorporée en 1890. 

## Démographie
Lors du recensement de 2010, la ville comptait une population de 253 habitants. Elle est estimée, en 2016, à 252 habitants.

### Source de la traduction
- (en) Cet article est partiellement ou en totalité issu de l’article de Wikipédia en anglais intitulé « Galt, Missouri » (voir la liste des auteurs).